# Max Hubacher
Max Hubacher (Berna, 1º ottobre 1993) è un attore svizzero.

## Biografia
Hubacher ha iniziato a recitare da bambino, all'età di sette anni in un teatro per bambini a Berna. All'età di tredici anni ha recitato in teatro in Liebestraum di Robert Walser portato in scena allo Schauspielhaus di Zurigo. Nel ha conseguito il diploma di maturità e dal 2014 vive a Lipsia, dove ha studiato recitazione presso l'Università della musica e del teatro di Lipsia.
Il suo debutto come attore cinematografico avviene del 2010 nel film Pirati in reparto, dove interpreta un ragazzo affetto da cancro. L'anno successivo ottiene il suo primo ruolo da protagonista nel film Vite rubate, che gli vale il premio come miglior attore ai premi del cinema svizzero. Nel 2017 è protagonista di Der Hauptmann di Robert Schwentke. Vince il suo secondo premio come miglior attore ai premi del cinema svizzero per la sua interpretazione in Mario, storia d'amore gay nel mondo del calcio.

## Filmografia

### Cinema
- Pirati in reparto (Stationspiraten), regia di Michael Schaerer (2010)
- Vite rubate (Der Verdingbub), regia di Markus Imboden (2011)
- Treno di notte per Lisbona (Night Train to Lisbon), regia di Bille August (2013)
- Driften, regia di Karim Patwa (2014)
- Nichts passiert, regia di Micha Lewinsky (2015)
- Lasst die Alten sterben, regia di Juri Steinhart (2017)
- Der Hauptmann, regia di Robert Schwentke (2017)
- Mario, regia Marcel Gisler (2018)
- Der Läufer, regia di Hannes Baumgartner (2018)
- Schlaf, regia di Michael Venus (2020)
- Io rimango qui, regia di André Erkau (2020)
- Sachertorte, regia di Tine Rogoll (2022)

### Televisione
- Tatort – serie TV, 1 episodio (2013)
- 14º Distretto (Großstadtrevier) – serie TV, 1 episodio (2016)
- Frieden - Il prezzo della pace (Frieden), regia di Michael Schaerer – miniserie TV (2020)
- Sissi – serie TV, (2021)

## Riconoscimenti
- 2012 – Festival di Berlino
  - Shooting Stars Award
- 2012 – Premio del cinema svizzero
  - Miglior attore per Vite rubate
- 2018 – Premio del cinema svizzero
  - Miglior attore per Mario
- 2018 – Bari International Film Festival[1]
  - Miglior attore per Der Hauptmann

## Doppiatori italiani
Nelle versioni in italiano delle opere in cui ha recitato, Max Hubacher è stato doppiato da:
- Andrea Oldani in Pirati in reparto, Vite rubate, The Deal
- Emanuele Ruzza in Io rimango qui
- Mattia Bressan in Frieden - Il prezzo della pace